# Тегуа
Тегуа — острів у ланцюзі островів Торрес у Вануату, розташований у провінції Торба.

## Географія
Острів охоплює 7 км на 6,5 км; на східній стороні острова знаходиться затока Латеу з відступом 1,8 км. Острів Нґвел розташований за 600 метрів від західного узбережжя острова Тегуа.
Геологічне вивчення показало, що з чотирьох островів у групі Тегуа мав найповільнішу передбачувану швидкість підйому — 0,7 мм/рік для південно-східної Тегуа. Вузький блок, що простягається на зі сходу на захід, був опущений відносно решти острова.

## Населення
Єдине село Латеу з населенням 58 осіб. Близько 100 жителів Тегуа були евакуйовані урядом через підвищення рівня моря, яке затопило їхній острів.

## Назва
Назва Тегуа [teɣua] походить від мови мота, яка використовувалася як основна мова Меланезійської місії. Місцеві жителі острова називають Туге [tʉˈɣʉə] у Lo-Toga та Töyö [tɵˈjɵ] в Hiw. Усі ці назви походять від форми Proto-Torres-Banks * Teɣua.